# Херберт I
Херберт I или Ербер I (на френски: Herbert I; * 850; † 6 ноември 900/907) е граф на Соасон (886/898), първият наследствен граф на Вермандоа (892 – 907 или 896 – 900/907) и граф на Мо.

## Живот
Той е син на граф Пипин († сл. 840, от Каролингите). Внук е на краля на Италия Бернард и правнук на Карл Велики.
На 28 януари 893 г. той и Фулк (архиепископ на Реймс) короноват Шарл III (син на Луи II) за геген-крал на Франция. Крал Одо му дава през 896 г. важното графство Вермандоа. Херберт I от Вермандоа и Фулк от Реймс са убити по нареждане на граф Балдуин II от Фландрия.

## Деца
Херберт I е баща на един син и три дъщери:
- Херберт II (* 880, † 23 февруари 943), граф на Вермандоа, граф на Соасон, ∞ пр. 21 май 907 Адела, дъщеря на Робер I, крал на Франция (922 – 923) (Робертини)
- Беатрис Вермандоа (* 886, † сл. 26 март 931) ∞ 895 г. за Робер I († 923), от 922 г. крал на Франция (Робертини)
- дъщеря ∞ Гебхард граф в Уфгау 940 (Конрадини) † сл. 15 януари 947
- Кунéгонда (или Адела/е) ∞ Удо граф във Ветерау († 949) (Конрадини)